# Decré-Cathédrale
Decré-Cathédrale est un micro-quartier de la ville de Nantes, en France, compris dans le quartier Centre-ville.

## Généralités
À des fins statistiques, l'INSEE subdivise les communes de plus de 10 000 habitants en IRIS, constituant des « micro quartiers », composés d'un ensemble d'îlots contigus et homogènes, regroupant 2 000 habitants ou plus. Dans le cas de Nantes, les 11 quartiers sont ainsi subdivisés en 97 micro-quartiers,. Decré-Cathédrale est l'un de ces micro-quartiers ; il fait partie du quartier Centre-ville.
Decré-Cathédrale est limitrophe des micro-quartiers Bretagne et Talensac-Pont Morand au nord, Waldeck-Sully, Richebourg-Saint Clément et Vieux-Malakoff à l'est, Champ de Mars et Madeleine au sud, Gloriette-Feydeau et Graslin-Commerce à l'ouest. Il est délimité au nord par le bassin de Ceineray, où l'Erdre rentre en tunnel pour rejoindre la Loire. Il est bordé à l'est par la rue Sully, le cours Saint-André, la place Maréchal-Foch, le cours Saint-Pierre et la rue Henri-IV. Au sud, les voies ferroviaires marquent sa limite depuis le pont de la Rotonde jusqu'à la place Alexis-Ricordeau. Ensuite, son tracé évite totalement la pointe orientale de l'ancienne île Feydeau et rejoint le cours des 50-Otages jusqu'au quai Ceineray.
Le quartier tire son nom des anciens magasins Decré (actuelles Galeries Lafayette) et de la cathédrale Saint-Pierre-et-Saint-Paul. Il correspond au cœur historique de la cité ; c'est aussi un quartier où l'activité commerciale est importante.

## Transports
Le sud du quartier Decré-Cathédrale est longé par la ligne 1 du tramway (arrêts Bouffay et Duchesse Anne).

## Points d'intérêts
Le quartier Decré-Cathédrale comprend de nombreux points d'intérêts, dont une bonne partie des monuments historiques de la ville. On peut citer :
- Cathédrale Saint-Pierre-et-Saint-Paul
- Château des ducs de Bretagne
- Colonne Louis-XVI
- Église Sainte-Croix
- Hôtel d'Aux
- Hôtel de Goulaine de Harrouys
- Hôtel de préfecture de la Loire-Atlantique (bâtiment de l'ancienne chambre des comptes de Bretagne)
- Hôtel Saint-Aignan
- Hôtel de ville
- Maison des Apothicaires
- Monument aux morts de la guerre de 1870
- Monument aux morts de la guerre de 1914-1918
- Quartier du Bouffay
- Siège du conseil départemental de la Loire-Atlantique